# Electronic Sound
Electronic Sound é o segundo álbum de estúdio do cantor e compositor George Harrison, lançado em 1969.
O álbum inclui duas longas peças, uma por lado, no lançamento original do disco, tocado em Sintetizador Moog.  Porções de Ruído Branco do “No Time or Space”(Sem Tempo ou Espaço) são usadas através de “I Remember Jeep”, uma das muitas JAMs incluídas no 3° álbum solo de Harrison, All Things Must Pass, lançado em 1970.

## Arte
A capa de Electronic Sound foi pintada por Harrison mesmo. A capa de dentro incluía um mínimo de notas no álbum, e uma citação, atribuída a “Arthur Wax”: “Tem muita gente por aí fazendo muito barulho; aqui tem mais.”

## Lançamento e recepção
Por causa de sua natureza experimental e altamente não comercial, Electronic Sound falhou para emplacar as paradas do Reino Unido, e pouco fez nas paradas da Billboard dos Estados Unidos de álbuns, alcançando o 191° lugar. Também recebeu críticas desfavoráveis em seu lançamento.
O tecladista Bernie Krause mais tarde entrou com uma ação legal contra Harrison, alegando que o lado 2 da gravação, foi essencialmente ele demonstrando o Moog-III a Harrison (como detalhado no livro dele Into Wukd Sabtuari). O nome de Krause foi originalmente incluído na capa da frente junto com o de Harrison, mas foi apagado na impressão, por insistência de Krause.
O álbum foi lançado pela primeira vez em CD no final de 1996.

## Faixas
Lado 1: “Under The Mersey Wall” - 18:42
Gravado no Esher, Inglaterra, em fevereiro de 1969 com assistência de Rupert e Jostick, os Gêmeos Siameses.

Lado 2: “No Time Or Space” - 25:10
Gravado na Califórnia em novembro de 1969 com a assistência de Bernie Krause